# KB자산운용
KB자산운용(KB Asset Management)은 KB금융지주 계열의 대한민국의 자산운용사이다. KB금융지주가 100% 지분을 소유하고 있다. 신탁업 및 집합투자업을 주요 사업으로 하고 있으며, 다양한 금융 상품과 서비스를 제공한다. 대표이사는 김영성이며 본사는 서울 영등포구 여의대로 70에 위치해 있다. 직원 수는 약 382명이며 자본금은 약 383억 3천만 원이다.

## 역사
1988년 4월 28일에 설립되었다. 2024년 대체투자 자산으로 보유한 하이트진로 서초사옥 매각을 추진한다

## 사업
- 투자자문업
- 투자매매 및 중개업
- 집합투자업
- 전문사모집합투자업

## ETF
운용 ETF 브랜드를 KSTAR에서 KBSTAR 그리고 RISE 변경하였다

## KB발해인프라
KB발해인프라투융자회사는 대한민국의 인프라투자펀드이다.

### 역사
2006년 조성된 펀드로 국민은행과 국민연금, 사학연금, 공무원연금, 보험사 등 17개 기관이 총 1조1900억원을 출자한 바 있다. 펀드 설정 당시 예정된 운용 기간은 15년이였다.

### 상장
2024년 상장을 위한 기관투자자 수요예측에서 경쟁률 3.99대 1를 보여 공모 물량을 20% 축소하였고 일반투자자 청약에서 공모가 8천 400원에 경쟁률 0.27대 1로 미달이 되어 미달 총액 인수 계약을 맺은 주관사단인 KB증권, 키움증권, 대신증권이 맡았다. 맥쿼리인프라 상장 이후 17년 만의 공모 인프라 펀드이다.

### 같이 보기
- 맥쿼리인프라

## 참고문헌
1. ↑  KB자산운용, 하이트진로 서초사옥 인수 4년 만에 재매각 추진, 매일경제, 2024-11-22
2. ↑  최만수, KB운용 ETF 브랜드, STAR→RISE 변경, 한국경제, 2024.06.28
3. ↑  '토종 인프라펀드' 발해인프라 일반청약 미달…0.27대 1, 뉴시스, 2024.11.20
4. ↑  송준영, 냉랭한 투심 확인한 KB발해인프라···국민연금, 남은 지분 어쩌나, 시사저널, 2024.11.20
5. ↑  박준우, ‘토종 인프라펀드’ 내세운 발해인프라펀드 일반 청약 미달, 문화일보, 2024-11-19